# Taphozönose

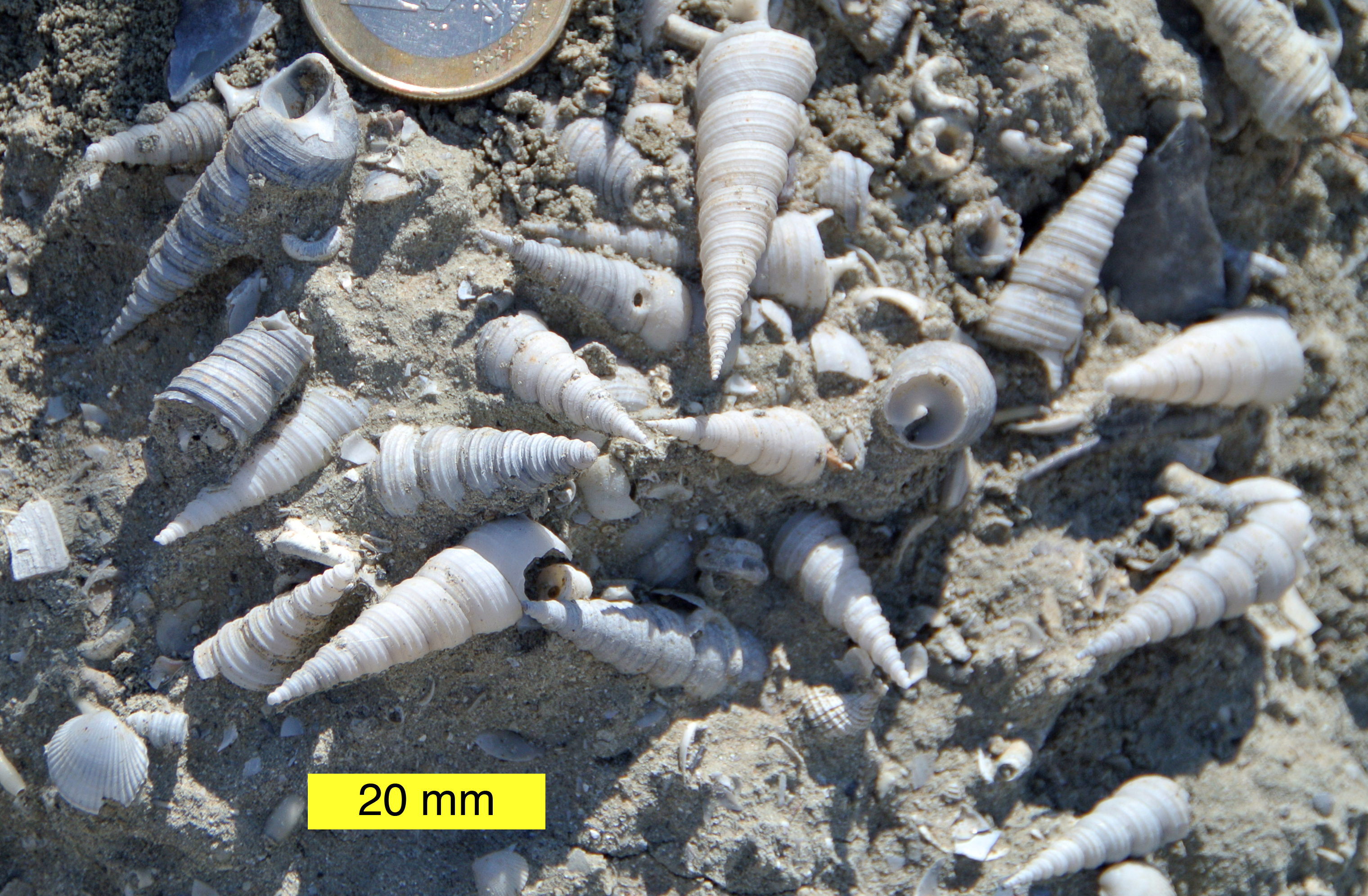
Von Schnecken der Gattung Turritella dominierte Mollusken-Taphozönose im Pleistozän von Sizilien

Eine Taphozönose (alternative Schreibweise: Taphocoenose), (von griechisch τάφος táphos „Grab“ und κοινός koinós, deutsch ‚gemeinsam‘), auch Grabgemeinschaft genannt, bezeichnet eine Ansammlung fossil erhaltener Reste von Lebewesen, die an einem bestimmten Fundort in derselben Fundschicht innerhalb einer beliebigen Sediment- oder Sedimentgesteinsabfolge vorkommen. Der Begriff wurde von Werner Quenstedt geprägt.
Es handelt sich damit um Reste von Lebewesen, die alle zur ungefähr gleichen Zeit in der geologischen Vergangenheit in dieser Region gelebt haben. Der Begriff Taphozönose überlappt mit dem der Fossillagerstätte, jedoch wird erstgenannter vor allem in palökologischem Zusammenhang verwendet, unter anderem bezüglich der Fragestellung, welche Arten das Fossilvorkommen enthält und mit wie vielen Individuen jede dieser Arten vertreten ist. Der Begriff Fossillagerstätte hat eher eine taphonomische Konnotation, d. h., er betrachtet Fossilansammlungen stärker unter dem Aspekt der Art und Qualität der Fossilerhaltung.
Nach der Herkunft der Organismenreste in Bezug auf den Ort der Einbettung im Sediment – repräsentiert durch die Fundschicht am Fundort – können zwei Extremformen der Taphozönose unterschieden werden:
- Rein ortsfremde (allochthone) Taphozönosen umfassen ausschließlich Reste von Organismen, die nicht am Ort der Einbettung gelebt haben, sondern – meist durch strömendes Wasser – aus ihrem eigentlichen Lebensraum dorthin transportiert wurden. Die Fossilien zeigen in solchen Fällen oft deutliche Anzeichen für einen Transport, vor allem Bruch, Zurundung von Kanten und Disartikulation (die komplette Zerlegung komplexer Skelette – zum Beispiel von Wirbeltieren oder Stachelhäutern – in ihre Einzelteile und Vermischung derselben, sodass kein anatomischer Zusammenhang mehr besteht). Die allochthone Taphozönose entspricht in etwa dem Fossillagerstättentyp Konzentratlagerstätte.
- Rein ortstreue (autochthone) Taphozönosen umfassen ausschließlich Reste von Organismen, die unmittelbar am Ort der Einbettung gelebt haben und nicht dorthin transportiert wurden. Es handelt sich damit um eine in situ überlieferte Biozönose, die auch als Thanatozönose (alternative Schreibweise: Thanatocoenose, geprägt von Erich Wasmund[1]) bezeichnet wird. Sessile wirbellose Meerestiere sind in solchen Fossilgemeinschaften oft in Lebendstellung, das heißt aufrecht stehend, überliefert (siehe auch Geopetalgefüge), wie es z. B. typisch für Riffkalke ist. Hinsichtlich des Fossillagerstättentyps können echte Thanatozönosen nur in Konservatlagerstätten präsent sein. Ein spezielles und selten vorkommendes Beispiel für eine Thanatozönose ist die gemeinsame Überlieferung zahlreicher Organismenreste in einem einzelnen Bernstein, der dann als Syninklusenstein bezeichnet wird.[2]

Ob eine Grabgemeinschaft autochthon oder allochthon ist, kann bedeutend für die korrekte Interpretation des Ablagerungsmilieus sein. Die Interpretation sollte aber immer auch anhand sedimentologischer und anderer Merkmale des Fundhorizontes (deren Gesamtheit man als Fazies bezeichnet) erfolgen. Andersherum kann vor allem die Sedimentologie Anhaltspunkte dafür liefern, ob eine Grabgemeinschaft autochthon oder aber teilweise oder gänzlich allochthon ist.

### Allgemein
- Taphozönose in Spektrum Online-Lexikon der Geowissenschaften
- Thanatozönose in Spektrum Online-Lexikon der Geowissenschaften